# 小泉本店
株式会社小泉本店（こいずみほんてん）は、広島市西区草津の酒造メーカー。御幸（みゆき）販売元。厳島神社の御神酒製造元「厳島神社造酒所」。

## 銘柄

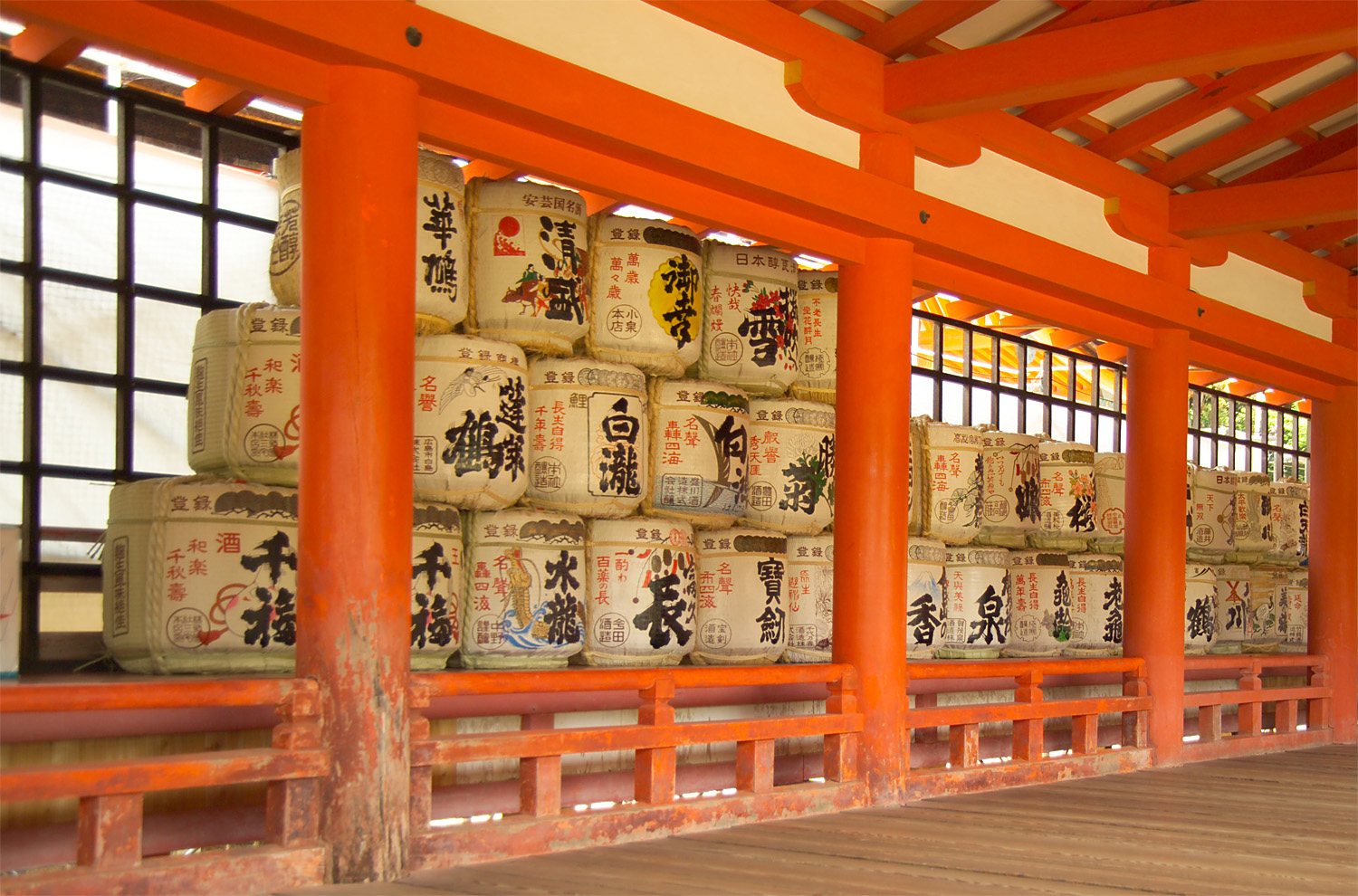
厳島神社に奉納されている酒樽。上段中央に御幸がある。

- 御幸[2]
  - 芳醇清酒＜みゆき＞
  - 純米淡麗清酒＜みゆき延寿菊＞
  - 懐石料理之最適清酒＜みゆき天目＞
  - 清酒の原酒＜みゆき酒生地＞
  - 大吟醸＜プチみゆき＞
  - 手造り＜みゆき大吟醸＞
- 宮島さん[2]

仕込水は中国山地の伏流水、酒米は千本錦や八反錦、酵母はせとうち21、など広島産を用い広島の風土に根ざした酒造を行っている。全国新酒鑑評会で金賞受賞経験あり。
代表銘柄である御幸は明治天皇行幸記念として命名。御幸ブランドは飲まれる食事シーンを想定して味を分類している。
また、安芸の宮島・嚴島神社の御神酒造酒所であり、御神酒と同じ酒が飲みたいとの注文も多いという。更に小泉本店の裏手にある草津八幡宮の御神酒も奉納している。いずれの御神酒も市販されてはいない。

## 沿革

### 起源
小泉家の先祖は沼田小早川氏の庶流である小泉氏にあるとされる。小泉本店が公表する歴史によると、小泉家は元々は現在の三原市小泉町に住んでいたが毛利氏の広島進出に伴い草津に移り住んだ。草津城城主児玉就方の墓は草津城跡地の現在小泉家墓所内にある。
小泉家が酒造りを始めた時期は不明であり、天保年間（1831年-1845年）に酒造記録が残るため、少なくともそれより前にあたる。また大正期の資料では天保2年（1831年）を事業開始年としている。菊の花を浸した酒を飲むと長寿を保つ、という言い伝えから酒銘を「延寿菊」とした。また記録によると、広島藩政時代は屋号「向井屋」酒銘「厳島」屋主は小泉來助（らいすけ）といった。
明治に入り廃藩置県により流通の自由化によって良質な灘酒が県内に流入したこと、明治政府による酒税厳密化により広島酒造界は危機的状況に立たされた。そこで1876年（明治9年）広島酒造界の有力者が尾道浄土寺で会合を開くこととなり、その一人として小泉來兵衛（らいべえ）が参加している。なお当時会合に参加した蔵元たちは現在ほぼ廃業しており、現存するのは小泉本店と竹鶴酒造のみである。
1915年（大正4年）広島県統計書によると、名称「小泉醸造場」製造品目「清酒,醤油,味噌」持主名「小泉來兵衛」職工「13人」。また來兵衛は1922年（大正11年）設立された広島県酒造組合佐伯郡支部の初代支部長を務めている。

### 御幸
小泉來助の息子に小泉甚右衛門（じんえもん）がおり、この名は広島の近代史に登場する。
草津は土地は狭いことから農地開発として干拓・埋め立て事業が江戸時代から続いていた。その中で甚右衛門は公共事業に率先して参加しており、絡んだ事業で現存する主なものを列挙する。
- 庚午新開は1870年（明治3年)造成されたが、その発起人[10]。
- 現在の井口電停北側にある旧国道は当時海岸沿いの土地を整備し1873年（明治6年）竣工されたが、その発起人の一人[10]。それを記念して道路碑が建立されている。
- 厳島神社は明治初期神仏分離（廃仏毀釈）によって経済的に逼迫していたため寄進している[11]。明治初期の社殿修築費用も寄進し、特に厳島神社大鳥居は1875年（明治8年）再建されたものだがその斡旋者であり、二万円の巨額の再建費のうち、三千七百円余りを私財から出している[11][12]。

甚右衛門は安政4年（1857年）組頭、慶応元年（1865年）草津村庄屋、同年草津村割庄屋（大庄屋）に昇格し己斐村庄屋と兼務、明治5年（1872年）佐伯郡戸長となり、制度改革により同年副長となりのち戸長に就任する。
1885年（明治18年）8月1日明治天皇は山陽行幸の途中、小泉甚右衛門宅で小休止した。小泉家では隣を流れる御幸川から引いた水で作った池の有った庭を壊し休息所を建て、御酒2本鯛2尾を奉じ、魚介数種を陳列し、一行が去った後は休憩所を解体し草津の浜で焼いたという。この行幸記念として酒銘を「御幸」とした。またこの頃から厳島神社へ御神酒を奉納している。
また日清戦争時、広島大本営に陣取った明治天皇を昭憲皇太后が陣中見舞いした。皇太后は滞在の中で1895年（明治28年）4月12日厳島を行啓することとなり、その途中小泉甚右衛門宅で小休止した。その時の休憩所は現在小泉本店が蔵として用いている。明治28年4月に広島大本営から明治天皇が東京還幸する際には、玉座のそばに飾ってあった花瓶を下賜されている。
明治31年に鈴ヶ峰山頂の石碑の建設に携わっている。明治34年に正七位を叙位。甚右衛門は明治36年に亡くなっている。

## 建造物
建物
母屋は酒蔵造、桟瓦葺、達二階。屋根は組棟で中央に煙り出し小屋根が備わる。草津では大火事が度々起こったため塗籠めなど防火対策を施した町家建が多くある。蔵は土蔵造り。母屋の隣には洋館がたつ。草津町で近代の洋館様式の建物はここだけになる。（古くは郵便局として使われていた）なおこれらは広島市が公表する被爆建物台帳には入っていない（爆心地から5km以上になる）。目の前の道は旧西国街道である。
酒蔵は非公開。道を挟んで南側には絵はがき美術館「みゆきギャラリー」がある。酒の販売と美術絵葉書の展示を兼ねており、小泉本店ではギャラリー側で試飲ができる。（要予約・有料）
碑・遺構
- 「置鳳輦止處」碑 - みゆきギャラリー敷地の一角にある。ちほうれんしところ（鳳輦を置きとどめるところ）、と読む。明治天皇行幸・昭憲皇太后行啓記念として建立された。隣には草津まちづくりの会によって説明板が据えられている。
- 聖駕駐蹕記念碑 - 小泉家敷地内にあり通常非公開。これも天皇・皇太后記念として建立された。毎年8月1日にこの前で明治天皇御駐輦祭を行っているという[5]。史蹟名勝天然紀念物保存法により史蹟に指定されていたが、昭和23年に解除。
- 大門の金具 - 小泉家敷地内にあり通常非公開。1つ280kg×2個。広島城下の西側にあたる草津には城の防衛目的で大門があった。その大門の戸の蝶番にあたる金具が小泉家の中庭にある[19]。なお、広島工大の学生が制作したこの金具のレプリカを近くにある草津公民館で見ることが出来る。

## 参考資料
- 廣島財務局鑑定部「中國六縣酒造變遷發達の状況 (其二)」『日本釀造協會雜誌』、日本釀造学会、1944年、164-186頁、doi:10.6013/jbrewsocjapan1915.39.164、ISSN 0369-416X、NAID 130004755576、2021年7月1日閲覧。
- 中江誠一『芸備彰徳史』芸備奨徳普及会、1918年、233-244頁。NDLJP:959215/134。2020年8月6日閲覧。